# Chiesa di San Pietro Martire (Vigevano)
La chiesa di San Pietro Martire  è tra i principali luoghi di culto cattolici di Vigevano. La chiesa è parrocchiale con l'intitolazione ai santi Cristoforo e Pietro Martire.

## Storia e descrizione
La data della costruzione non è chiara. Si suppone sia stata eretta tra il 1218 e il 1220, dove era presente una cappella dedicata a San Domenico, sostituita successivamente da un edificio molto più grande, terminato non prima del 1363. La chiesa è dedicata a san Pietro Martire con l'annesso convento dei frati domenicani come attestato dalla bolla pontificia conservata presso l'archivio storico di Vigevano, venne consacrata nel 1480. In puro stile gotico lombardo con campanile a base ottagonale, si presenta a croce latina imperfetta con pilastri polistili, terminante con coro poligonale alto con sottostante cripta il cui accesso è dato da due ingressi ai lati del presbiterio rialzato. Nella cripta è conservato il corpo del beato Matteo Carreri, patrono di Vigevano, che visse e morì (1470) nell'attiguo convento.

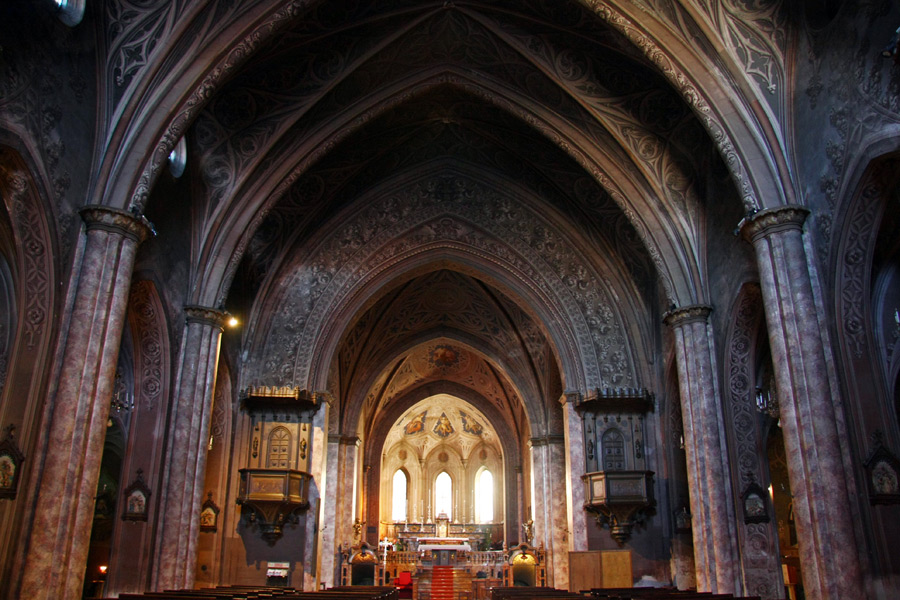
interno della chiesa

Nel 1645, durante l'assedio francese alla Rocca Nuova, il campanile viene demolito a metà, in senso verticale, per essere poi ricomposto pochi anni dopo. La facciata, divisa in tre parti corrispondenti alle navate e sormontata nella parte centrale da tre pinnacoli, ha un portale gotico ad anelli racchiuso da una cornice in cotto con un bassorilievo collocato nel 1969. Sul fianco sinistro una scalinata porta all'ingresso secondario posto in testa al transetto, mentre in corrispondenza della navata si trova la traccia di un portale, oggi murato, simile a quello di facciata che, secondo la tradizione locale, era riservato alla corte sforzesca. Fino alla fine dell'Ottocento lungo il lato sinistro si trovava un terrapieno che collegava il livello della piazza antistante con l'ingresso laterale.
Nel 1840 un intervento di costruzione delle false volte, in stile neogotico, ha determinato la modifica dell'aspetto interno. Le volte, realizzate staccate dall'originale tetto a capriate a vista, hanno di fatto nascosto gli affreschi del 1447-50 posti nella parte alta dell'arcone del transetto. Tali affreschi, situati nell'intercapedine tra le volte e il tetto, raffigurano al centro il busto di san Domenico di Guzmán, a sinistra un paesaggio con un castello e una chiesa e a destra vari militari con lance e bandiere tra cui un cartiglio con la scritta “britanii”; gli affreschi rappresenterebbero un ex voto fatto dai vigevanesi per la minaccia di scorreria di mercenari allo sbando dopo la dissoluzione del ducato visconteo il cui passaggio venne impedito dalla piena eccezionale del Ticino.